# Biobrændsel
 Der er for få eller ingen kildehenvisninger i denne artikel, hvilket er et problem. Du kan hjælpe ved at angive troværdige kilder til de påstande, som fremføres i artiklen.

Biobrændsel eller biobrændstof er brændstoffer og brændsler, der stammer fra biologisk materiale der har "levet for nylig" — det sidste krav skelner biobrændsler som en vedvarende energiform fra fossilt brændsel, der stammer fra mange millioner år gammelt biologisk materiale.
Biobrændsel kan for eksempel være flis, energipil, biodiesel, bioolie eller bioethanol.
For 60 % af verdens befolkning er biobrændsel en vigtig energikilde i deres hverdag. I fremtiden er det beregnet at omtrent 25 % af verdens energibehov skal kunne dækkes af biobrændsel.
I USA dyrkes majs og sojabønner til brug som biobrændsel, mens man i Europa primært bruger rapsolie og olie fra hør-frø. Andre kilder er affald fra industri, landbrug og skovbrug, f.eks. affaldstræ, halm, gødning, spildevand, affald og madrester. De fleste former for biobrændsler afbrændes for at frigøre den kemiske energi der er oplagret i dem, og en af de største fordele ved biobrændsler er at de er næsten ufarlige at oplagre i ubegrænset lang tid.
I teorien er biobrændsler CO2-neutrale, fordi det kuldioxid der frigives ved afbrændingen af biobrændsel, oprindelig er blevet "trukket ud" af atmosfæren af levende planter. Heri er dog ikke indregnet den energi der forbruges ved indsamling, transport og behandling af brændslet.
Tørv regnes undertiden som et biobrændsel, fordi det består af biologisk materiale, men det opfylder ikke betingelserne for en vedvarende energikilde, og bidrager netto til atmosfærens indhold af CO2.
Biobrændsler kan bruges både på centrale kraftvarmeværker og decentralt ude i de enkelte husstande. Pr. 2005 dækkede bioenergi omkring 15% af verdens energibehov, først og fremmest i udviklingslande hvor det primært bruges direkte til opvarmning frem for produktion af elektricitet. Blandt de industrialiserede lande er brugen af biobrændsler mest udbredt i Sverige og Finland, hvor henholdsvis 17 og 19 procent af energibehovet dækkes af biobrændsel.
I Brasilien har man siden 1980'erne opbygget en omfattende infrastruktur, til at fremstille ethanol ud fra sukkerrør til brug som brændstof i biler, og dette har medvirket til at Brasilien i dag er selvforsynende med energi.
Der forskes aktivt i at finde nye måder at udvinde biobrændsler med højt energiindhold ud af billige organiske materialer, til erstatning for fossilt olie og naturgas. Således har amerikanske forskere genmodificeret Poppel-træ som genvej til lettere fremstilling af bioethanol.